# 中華民國公營事業
中華民國的公營事業，是指由中華民國政府全資成立或出資超過半數的公司或事業機構。「公營事業」其實是「公有營業機關」和「公有事業機關」的合稱，前者有營利目標（如大型金融行庫、能源、水資源、與交通相關企業），後者則屬非營利性質（如公立學校和醫院等），公營事業又分成中央政府所有（國有）與各級地方政府所有（公有）。

## 概述
《審計法》與108年11月5日修法前的《會計法》雖有公有營業機關與公有事業機關之分，但於各級政府的審計實務、會計實務上，並未嚴格區分兩者，皆稱為公營事業。
- 中華民國的諸多法規，皆對於公營事業、公有事業或國營事業設有定義，臚列於下：

- 《會計法》第4條於108年11月5日修法前對於公有營業及事業機關的定義：

凡政府所屬機關，專為供給財物、勞務或其他利益，而以營利為目的，或取相當之代價者，為公有營業機關；其不以營利為目的者，為公有事業機關。
註：《會計法》第4條已於108年11月5日修正，其理由為：由於本項原條文對於公有事業機關與公有營業機關之區分，與實務運作顯有落差。為避免滋生疑義，爰參考我國多數法規（例如：預算法第六十二條之一、統計法第三條、商業會計法第一條、政府採購法第三條、檔案法第二十八條）之用語，將原條文「公有事業機關」及「公有營業機關」，合併修正為「公營事業機關」。
- 《審計法》第47條對於公有營業及事業機關的定義：

1. 政府獨資經營者。
2. 政府與人民合資經營，政府資本超過百分之五十者。
3. 由前二種公有營業及事業機關轉投資於其他事業，其轉投資之資本額超過該事業資本百分之五十者。

- 《公營事業移轉民營條例》第3條，對於公營事業的定義：

1. 各級政府獨資或合營者。
2. 政府與人民合資經營，且政府資本超過百分之五十者。
3. 政府與前二款公營事業或前二款公營事業投資於其他事業，其投資之資本合計超過該投資事業資本百分之五十者。

- 《國營事業管理法》第3條對於國營事業的定義：

1. 政府獨資經營者。
2. 依事業組織特別法之規定，由政府與人民合資經營者。
3. 依公司法之規定，由政府與人民合資經營，政府資本超過百分之五十者。

## 公營事業機構列表

### 國營事業機構
| 中央銀行主管 - 中央印製廠 - 中央造幣廠 經濟部主管 - 臺灣糖業公司 - 臺灣中油公司 - 臺灣電力公司 - 臺灣自來水公司 | 財政部主管 - 中國輸出入銀行 - 臺灣金融控股 - 臺灣土地銀行 - 臺灣菸酒公司 - 財政部印刷廠 交通部主管 - 中華郵政公司 - 臺灣鐵路公司 - 臺灣港務公司 - 桃園機場公司 - 高雄港區土地開發公司 | 金融監督管理委員會主管 - 中央存款保險公司 |

### 直轄市、縣（市）公營事業機構
| 臺北市政府 - 臺北市動產質借處 - 臺北捷運公司 - 臺北自來水事業處 新北市政府 - 新北捷運公司 - 新北市果菜運銷公司 桃園市政府 - 桃園捷運公司 - 桃園航空城 - 桃園果菜市場公司 臺中市政府 - 豐原農產品公司 - 臺中捷運公司 - 台中果菜運銷公司 - 台中市肉品市場公司 - 台中魚市場股份有限公司 臺南市政府 - 臺南市肉品市場公司 - 臺南市農產運銷公司 高雄市政府 - 高雄市動產質借所 - 高雄市輪船公司 - 高雄港區土地開發公司 | 基隆市政府 - 基隆市公共汽車管理處 宜蘭縣政府 - 宜蘭肉品市場公司 新竹縣政府 - 新竹瓦斯公司 - 新竹肉品市場公司 新竹市政府 - 新竹農產運銷公司 苗栗縣政府 - 苗栗肉品市場公司 彰化縣政府 - 彰化縣肉品市場公司 南投縣政府 - 南投縣農產運銷公司 雲林縣政府 - 雲林縣肉品市場公司 嘉義縣政府 - 嘉義縣公共汽車管理處 嘉義市政府 - 嘉義魚市場 - 嘉義市果菜市場 | 臺東縣政府 - 臺東肉品市場公司 - 臺東縣公教人員會館 - 臺東縣原住民文化會館 花蓮縣政府 - 花蓮縣農產運銷公司 澎湖縣政府 - 澎湖縣公共車船管理處 金門縣政府 - 浯江輪渡 - 金門縣公共車船管理處 - 金門縣自來水廠 - 金門縣金門日報社 - 金門酒廠 - 金門縣陶瓷廠 連江縣政府 - 連江縣公共汽車管理處 - 連江縣自來水廠 - 馬祖日報社 - 馬祖酒廠 - 馬祖油品供應公司 - 馬祖連江航業公司 |

### 鄉（鎮、市）公營事業機構
| 彰化縣北斗鎮 - 北斗農產運銷公司 彰化縣員林市 - 員林果菜市場公司 彰化縣溪湖鎮 - 溪湖鎮果菜市場公司 彰化縣田中鎮 - 田中果菜市場公司 彰化縣社頭鄉 - 社頭鄉果菜市場公司 | 南投縣南投市 - 南投果菜市場公司 南投縣埔里鎮 - 埔里魚市場公司 南投縣竹山鎮 - 竹山果菜市場公司 南投縣鹿谷鄉 - 鹿谷果菜市場公司 屏東縣琉球鄉 - 琉興有限公司 | 雲林縣斗六市 - 斗六農產品市場公司 雲林縣斗南鎮 - 斗南果菜市場公司 雲林縣西螺鎮 - 西螺農產品市場公司 雲林縣北港鎮 - 北港果菜市場公司 臺東縣臺東市 - 台東果菜市場公司 臺東縣綠島鄉 - 綠島鄉公共汽車管理所 臺東縣蘭嶼鄉 - 蘭嶼鄉公共汽車管理所 |

## 由政府派任負責人的國有民營事業機構（泛公股）列表
負責人，係指該民營事業對外代表權者，通常係指董事長。
財政部派任
- 第一金融控股
- 兆豐金融控股
- 合作金庫金融控股
- 華南金融控股
- 彰化商業銀行
- 臺灣中小企業銀行
- 關貿網路

交通部派任
- 中華航空[1][2]
- 中華電信
- 陽明海運
- 桃園航勤
- 台灣航業
- 台灣高鐵

經濟部派任
- 中國鋼鐵
- 漢翔航空工業
- 唐榮鐵工廠
- 臺鹽實業
- 台灣國際造船

農業部派任
- 台灣肥料
- 全國農業金庫

臺北市政府派任
- 臺北農產運銷公司
- 臺北漁產運銷公司

臺中市政府派任
- 台中魚市場公司
- 台中果菜運銷公司
- 台中市肉品市場公司
- 豐原農產品公司

臺南市政府派任
- 新營魚市場公司

嘉義市政府派任
- 嘉義市肉品市場公司

高雄市政府派任
- 高雄銀行
- 港都客運
- 一卡通
- 岡山魚市場公司

屏東縣政府派任
- 台灣屏東農業國際運銷公司

## 前公營事業機構
以下列出中華民國與其轄下各級地方自治團體持股已經低於50％的事業機構。

### 1990年代前
即臺灣早期之「四大公司」
- 臺灣農林股份有限公司
- 臺灣工礦股份有限公司
- 臺灣水泥股份有限公司
- 臺灣紙業股份有限公司

### 1990年代後
- 中國石油化學工業開發股份有限公司（現為威京總部集團成員公司）
- 中華工程股份有限公司（現為威京總部集團成員公司）
- 中國鋼鐵股份有限公司（現為公有民營企業）
- 台灣肥料股份有限公司（現為公有民營企業）
- 臺鹽實業股份有限公司（現為公有民營企業）
- 唐榮鐵工廠股份有限公司（現為公有民營企業）
- 台灣國際造船股份有限公司（現為公有民營企業）
- 漢翔航空工業股份有限公司（現為公有民營企業）
- 中國產物保險股份有限公司（現為兆豐產物保險股份有限公司，為公有民營企業）
- 中國農民銀行（併入合作金庫商業銀行，現為公有民營企業）
- 交通銀行（併入中國國際商業銀行股份有限公司，改名為兆豐國際商業銀行，現為公有民營企業）
- 中央再保險股份有限公司（現為長榮國際股份有限公司的從屬公司）
- 合作金庫銀行有限公司（現為合作金庫商業銀行，為公有民營企業）
- 第一商業銀行（現為公有民營企業）
- 華南商業銀行（現為公有民營企業）
- 彰化商業銀行（現為公有民營企業）
- 臺灣中小企業銀行（現為公有民營企業）
- 台灣人壽保險股份有限公司（現為中國信託金融控股公司子公司）
- 臺灣產物保險
- 台北銀行（2005年1月1日與富邦商業銀行合併為台北富邦商業銀行）
- 臺灣航業股份有限公司（現為公有民營企業）
- 陽明海運股份有限公司（現為公有民營企業）
- 中華電信股份有限公司（其前身為交通部電信總局營運部門，現為公有民營企業）
- 臺灣土地開發信託投資股份有限公司（1999年1月起民營化、現為台灣土地開發股份有限公司）
- 臺灣新生報業股份有限公司
- 臺北市公共汽車管理處（改制大都會客運）
- 高雄市公共汽車管理處（改制港都客運）
- 臺灣汽車客運公司（原臺灣省公路局之公路客運業務，1980年中公司化，2001年起進行分拆與民營化，公路客運業務改由職員集資成立的國光客運承接經營）

## 已經結業的公營事業
- 新中國工程打撈股份有限公司[3]（1976年10月28日解散）
- 中台化工股份有限公司（1982年5月併入中國石油化學股份有限公司）
- 中國磷業股份有限公司（1983年1月併入中國石油化學股份有限公司）
- 台灣碱業股份有限公司（1983年4月併入中國石油化學股份有限公司）
- 福建金門電力股份有限公司（1997年7月1日，併入臺灣電力股份有限公司）
- 馬祖電力股份有限公司（1997年7月1日，併入臺灣電力股份有限公司）
- 臺灣鋁業股份有限公司（1987年6月30日結業[4]，部分生產設備於1985年2月由中國鋼鐵股份有限公司承接，為中鋼鋁業股份有限公司的前身）
- 臺灣省農工企業股份有限公司（2002年12月31日結業，同時其嘉義機械廠生產設備售與虹穎營造股份有限公司[5]，目前清算中）
- 高雄硫酸錏股份有限公司（2002年12月31日結業，目前仍在清算中）
- 臺灣中興紙業股份有限公司（2001年10月15日結業，同時部分資產售予興中紙業股份有限公司，目前清算中）
- 臺灣電影文化事業股份有限公司（1999年10月31日結業，目前清算中）
- 臺灣書店（2003年12月31日結業）
- 臺灣機械股份有限公司（1996年5月20日鋼品廠整廠售予統一實業股份有限公司。1997年1月10日船舶廠整廠售予東南水泥股份有限公司，同年6月30日合金鋼廠整廠售予隆成發鐵工廠股份有限公司。2001年11月19日製造廠及總公司售予中國鋼鐵股份有限公司，同時結業）
- 臺灣鐵路貨物搬運股份有限公司（2002年12月31日結業，資產讓與九德企業股份有限公司）
- 苗能實業股份有限公司（2011年結業，2013年8月30日解散清算完結）
- 榮民工程股份有限公司（2009年10月31日結業，並將核心資產作價與民間業者合資成立榮工工程股份有限公司，目前清算中）
- 大樹果菜市場股份有限公司（2013年12月31日解散，已清算完結）
- 旗山果菜市場股份有限公司（2013年12月31日解散，已清算完結）
- 岡山果菜市場股份有限公司（2017年9月14日解散，已清算完結）
- 臺中快捷巴士股份有限公司（2016年5月解散）
- 新竹縣地方產業股份有限公司（2015年2月解散）

## 外部連結
- 對公營事業民營化應有之認識
- 經濟部國營事業委員會（页面存档备份，存于）